# Alfred Lansburgh

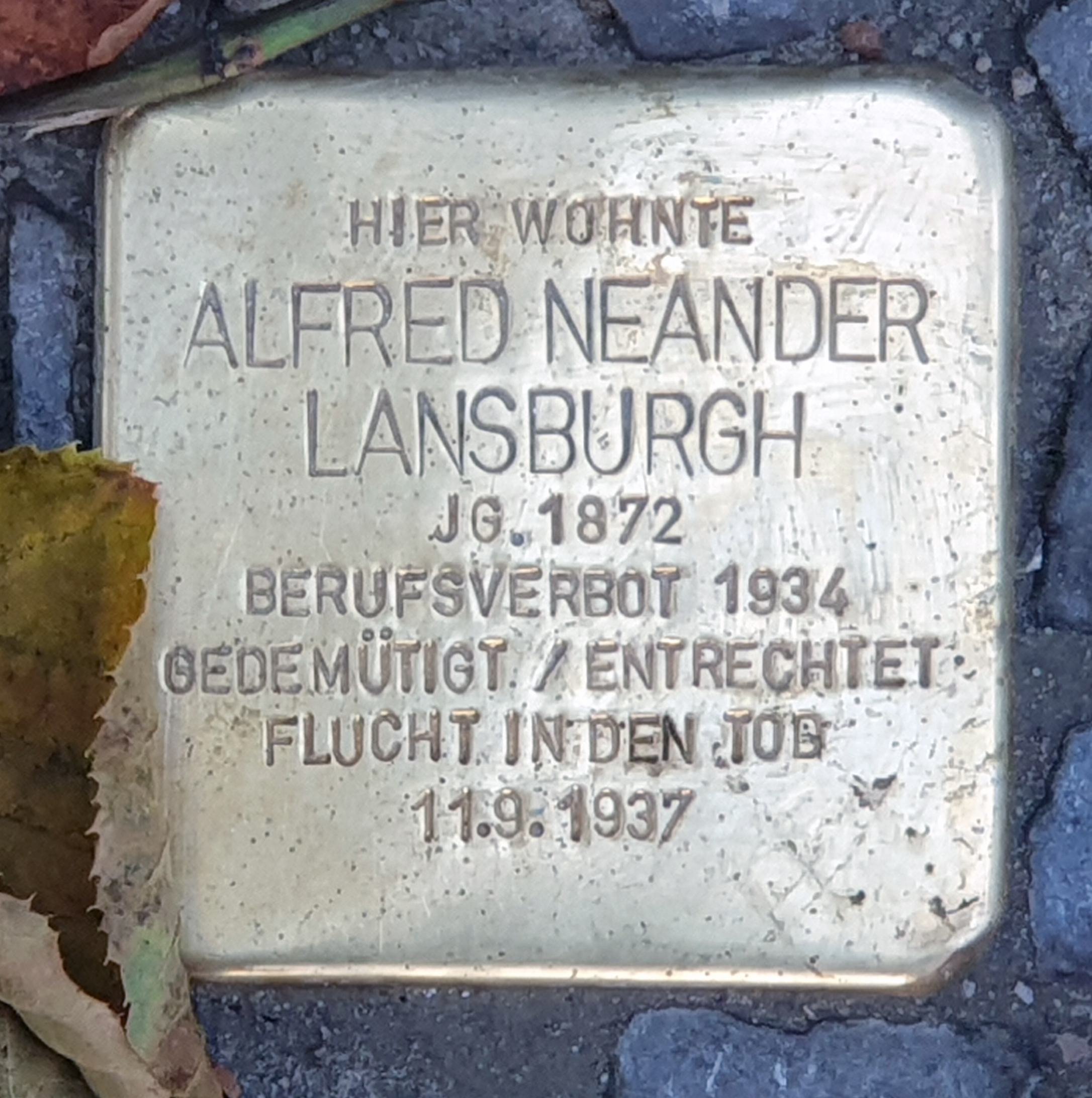
Stolperstein am Haus, Landshuter Straße 15, in Berlin-Schöneberg

Alfred Lansburgh (* 27. März 1872 in London; † 11. September 1937 in Berlin) war zunächst Bankmitarbeiter, dann Publizist (Pseudonym: Argentarius). Seine grundlegenden Werke über das Geldwesen werden bis heute verkauft, in wissenschaftlichen Arbeiten zitiert und an Universitäten als Fachliteratur verwendet.

## Leben
Lansburgh entstammte einer jüdischen Familie, kam nach der Geburt in London bereits als Kind mit seinen Eltern nach Berlin, wo er bald Vollwaise wurde. Er besuchte dort das renommierte Französische Gymnasium, ohne allerdings Abitur abzulegen. Er war mit Kurt Tucholsky befreundet.
Alfred Lansburgh war zunächst Mitarbeiter der Berliner Handelsgesellschaft, ehe er 1903 zum „Ratgeber auf dem Kapitalmarkt“ als Redakteur wechselte. 1907 gründete er den Bank-Verlag, in dem er von 1908 bis 1934 die Zeitschrift Die Bank herausgab. Infolge des Schriftleitergesetzes vom 4. Oktober 1933 wurde sein Verlag 1934 „arisiert“. Im September 1937 verübte Lansburgh Suizid.
Werner Lansburgh, der später als Autor verschiedener Bücher bekannt wurde, war sein Sohn.

## Werk
Alfred Lansburgh war ein scharfer Kritiker der Großbanken sowie deren Einfluss auf die Märkte und Politik des Landes. Ab 1910 bemühte er sich erfolglos um einen Zusammenschluss von kleinen Stadt- und Provinzbanken, um einen Gegenpol zu den mächtigen Großbanken zu schaffen.
Er hat zwischen 1908 und 1931 über siebenhundert Texte verfasst, wovon manche bis heute große Popularität genießen.
Seine fruchtbarsten Jahre waren zwischen 1921 und 1923, als die ständig zunehmende Inflation in der Weimarer Republik zu immer größeren wirtschaftlichen Problemen führte. In diesen Jahren veröffentlichte er mit den Büchern Vom Gelde: Briefe eines Bankdirektors an seinen Sohn (Grundlegendes über Geld und Wirtschaft), Valuta (über internationalen Geldverkehr und Außenwirtschaft) und Währungsnot (Ursachen der Inflation) eine in sich geschlossene Lehre vom Gelde, wie es im Band Valuta heißt. Alle Bücher sind in Form von fiktiven Briefen an seinen Sohn geschrieben.

## Gedenken
Am 15. Oktober 2022 wurde vor seinem ehemaligen Wohnort, Berlin-Schöneberg, Landshuter Straße 15, ein Stolperstein verlegt.

## Rezeption
Lenin bezog sich in seinen Aufsätzen immer wieder auf Lansburgh und bezeichnete ihn als den kompetentesten unter den bürgerlichen Schwachköpfen.
Die New York Times bezog sich in den 1920er-Jahren auf ihn als gut bekannten Ökonomen.
Auf der Geheimkonferenz der Friedrich List-Gesellschaft im September 1931 über Möglichkeiten und Folgen einer Kreditausweitung, zu der Lansburgh von Reichsbankpräsident Hans Luther eingeladen worden war, argumentierte Lansburgh gegen den Lautenbach-Plan, gegen Kreditausweitung sowie generell gegen Kreditwirtschaft und relativiert die deflationäre „Krisis“.  Damit unterstütze Lansburgh die Politik von Reichskanzler Heinrich Brüning und Reichsbankpräsident Hans Luther. Sein Sohn Werner Lansburgh spekuliert später über Selbstvorwürfe seines Vaters, weil dessen „orthodoxe ökonomische Vorstellungen im Sinne der Manchester School“ in der Krise unfreiwillig dazu beigetragen haben könnten, dass sich der Nationalsozialismus durchsetzen konnte. Lansburgh war ein klassisch Liberaler.
Seine Bücher, vor allem der Band Vom Gelde, werden seit den 1980er Jahren neu aufgelegt und speziell seit der Finanzkrise von 2008/2009 in weiten Kreisen als Grundlage zu Überlegungen über ein gesundes Geldsystem angesehen.